# 핸드 셰이커
《핸드 셰이커》(ハンドシェイカー)는 GoHands, KADOKAWA, Frontier Works의 공동 원작으로 기획된 일본의 TV 애니메이션이다.
2016년 3월에 TV 애니메이션화가 발표되어, 2017년 1월부터 3월까지 방영되었다. 애니메이트 30주년 기념 작품.

## 등장 인물
타즈나 (タヅナ)
목소리 - 사이토 소마
코요리 (コヨリ)
목소리 - 모로호시 스미레
리리 (リリ)
목소리 - 카야노 아이
마사루 (マサル)
목소리 - 무라세 아유무
치즈루 (チヅル)
목소리 - 우에사카 스미레
하야테 (ハヤテ)
목소리 - 이시카와 카이토
코다마 (コダマ)
목소리 - 코마츠 마키코
히비키 (ヒビキ)
목소리 - 스기타 토모카즈
브레이크 (ブレイク)
목소리 - 후쿠야마 쥰
바인드 (バインド)
목소리 - 히카사 요코
마키하라 (マキハラ)
목소리 - 모리쿠보 쇼타로

## 주제가
• 핸드 셰이커 OP - [One Hand Message] 노래:오오이시 마사요시
• 핸드 셰이커 ED - [ユメミル雨(꿈꾸는 비)] 노래:아라이 아키노

## 스태프
- 원안・애니메이션 제작- GoHands
- 원작 - GoHands, Frontier Works, KADOKAWA
- 감독 - 스즈키 신고, 카나자와 히로미치
- 시리즈 구성 - 카나자와 히로미치
- 총작화감독 - 우치다 타카유키, 후루타 마코토
- 캐릭터 디자인 - 우치타 다카유키
- 메카 디자인 - 오오쿠보 히로시
- 프롭 디자인 - 키시다 타카히로
- CGI 감독 - 키쿠치 타카노리
- 음악 - KADOKAWA, GOON TRAX